# بوی گندم
بوی خوب گندم ترانه‌ای‌ است از شهیار قنبری که با آهنگسازی و تنظیم واروژان و صدای داریوش اقبالی در سال ۱۳۵۱ اجرا شد. این ترانه در آلبوم بوی گندم داریوش منتشر شده‌است.

## دربارهٔ ترانه
اجرای این ترانه در دهۀ پنجاه خورشیدی باعث شد تا خواننده و شاعر ترانه به زندان بیفتند.
شهیار قنبری در مقدمه کتاب دریا در من گفته‌است که مأموران ساواک از وی خواستند تا در ازای آزادی، ترانه‌ای در ستایش محمدرضا پهلوی بخواند، اما نپذیرفت. سپس ایرج جنتی‌عطایی دو ترانهٔ طلایه‌دار و رسول رستاخیز را سرود و با صدای داریوش ضبط و پخش شد. این دو ترانه در مدح شاه سابق است، به‌خصوص که رسول رستاخیز اشاره‌ای به نام حزب رستاخیز در خود نهفته دارد.
داریوش در یکی از خاطراتش می‌گوید: یک روز برای تمرین ترانه «بوی خوب گندم» به منزل واروژان رفته بودم و در حالی که پیانو می‌نواخت چشمم به قاب عکسی افتاد که بالای پیانو بود. عکس یه پسر بچه‌ای که با چشمان گریان به اطراف خود خیره شده بود نظرم را جلب کرد و به او گفتم: واروژ ببین این بچه هم از نواختن تو به گریه افتاده که او در پاسخ گفت: اتفاقاً این آهنگ از گریه‌های او ساخته شده و واقعاً موسیقی پاپ به او بدهکار است و به راستی جایش خالی است.
کلهر در برنامه هفت نقل کرد که علی خامنه ای پس از آزادی از زندان گفته که هر کس وارد بند می‌شد این ترانه را روی لب داشت و سپس اذعان کرد تأثیر این هنرها از منبرهای ما بیشتر است https://www.jahannews.com/video/868738/posterUrl

## بازخوانی
حمیدرضا حامی از خوانندگان داخل ایران در آلبومی به نام بوی گندم این ترانه را بازخوانی کرده است.